# Pszeudoperipterosz

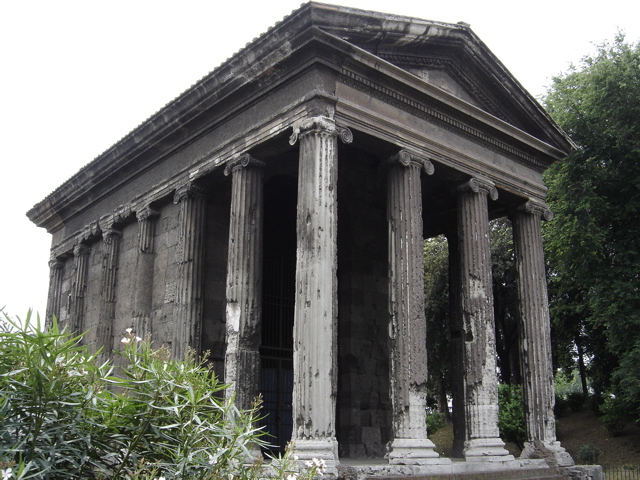
A római Fortuna Virilis templom

A pszeudoperipterosz ókori görög templomtípus. A peripterosztól abban különbözik, hogy nem valódi, hanem a cellafallal egybeépült „ál”-oszlopsor veszi körül; valódi oszlopai legfeljebb csak a homlokzati részen vannak. 
Nagyon ritka típus, Vitruvius felsorolásában nem szerepel. Ilyen az agrigentumi Zeusz-templom, a római Fortuna Virilis, a nîmes-i Maison Carrée.